# 25266 Taylorkinyon
25266 Taylorkinyon (tên chỉ định: 1998 VS20) là một tiểu hành tinh vành đai chính. Nó được phát hiện bởi dự án Nghiên cứu tiểu hành tinh gần Trái Đất Lincoln ở Socorro, New Mexico, ngày 10 tháng 11 năm 1998. Nó được đặt theo tên Taylor Frances Kinyon, an American student và finalist in the 2008 Society for Science & the Public middle school science competition.